# アリツィア・フォン・ブルボン＝パルマ
アリツィア・フォン・ブルボン＝パルマ（ドイツ語: Alicia von Bourbon-Parma、1849年12月27日 - 1935年11月16日）は、トスカーナ大公フェルディナンド4世の2度目の妃。
パルマ公カルロ3世とその妃ルイーザ・マリア（フランス王シャルル10世の孫）の次女としてパルマで生まれた。イタリア語名はアリーチェ・ディ・ボルボーネ＝パルマ（Alice di Borbone-Parma）。最後のオーストリア皇后ツィタの叔母に当たる。

## 子女
1868年、既に退位していたフェルディナンド4世とフロッシュドルフ（現オーストリア、ランツェンキルヒェン）で結婚。10子をもうけた。
- レオポルト・フェルディナント（1868年 - 1935年）
- ルイーゼ（1870年 - 1947年） - ザクセン王フリードリヒ・アウグスト3世と結婚
- ヨーゼフ・フェルディナント（1872年 - 1942年）
- ペーター・フェルディナント（1874年 - 1948年）
- ハインリヒ・フェルディナント（ドイツ語版）（1878年 - 1969年）
- アンナ・マリア（1879年 - 1961年）
- マルガレータ（ドイツ語版）（1881年 - 1965年）
- ゲルマナ（1884年 - 1955年）
- ロベルト（1885年 - 1895年）
- アグネス（1891年 - 1945年）